# Le Cercle
Le Cercle é um fórum de política externa somente para convidados. Inicialmente seu foco era se opor ao comunismo e, nas décadas de 1970 e 1980, apoiar o apartheid quando o grupo tinha laços íntimos e financiamento da África do Sul. O grupo foi descrito pelo deputado conservador britânico Alan Clark como "uma sociedade atlantista de dignitários de direita".

## História
Le Cercle foi estabelecido em 1952-1953 pelo então primeiro-ministro francês Antoine Pinay e pelo agente de inteligência francês Jean Violet sob o nome Cercle Pinay. Konrad Adenauer e Franz Josef Strauss foram cofundadores e a reconciliação entre a França e a Alemanha era um objetivo importante. O historiador Adrian Hänni escreveu que "a visão fundadora do Cercle abrangia a integração de uma Europa cristã-católica, uma aspiração refletida na filiação pessoal do Cercle e nos países representados em seus primeiros anos." Os outros integrantes do Cercle original eram dos governos da Bélgica, Itália, Luxemburgo e Países Baixos, incluindo vários membros católicos do Opus Dei  e dos Cavaleiros de Malta.
Mudanças políticas em 1969 levaram à adição de Portugal, Espanha, Suíça, Reino Unido e Estados Unidos com reuniões realizadas duas vezes por ano em vez de três vezes por ano como antes. Isso levou a uma mudança nos objetivos, que se tornou uma ênfase na formação de uma forte aliança anticomunista entre os Estados Unidos e a Europa. Hänni afirmou que "os líderes do grupo cada vez mais consideraram estratégias para atingir a opinião pública e, para esse fim, formaram uma "rede Cercle" de organizações associadas, institutos e think tanks, que atacaram tanto a União Soviética quanto os governos ou movimentos de oposição percebidos como "esquerdistas" na Europa e no Terceiro Mundo." Seus membros, então e agora, tendiam a ser anticomunistas estridentes, incluindo membros da Liga Mundial Anticomunista. A União da África do Sul forneceu a única delegação oficial e o Cercle apoiou organizações como a Renamo, cujo secretário-geral compareceu às reuniões, e a UNITA.
Le Cercle foi mencionado no início dos anos 1980 pelo Der Spiegel na Alemanha como resultado da controvérsia em torno de Franz Josef Strauss, um dos frequentadores regulares. No final dos anos 1990, o Cercle recebeu alguma atenção após um escândalo ter estourado envolvendo Jonathan Aitken, na época presidente da organização.
Em junho de 2004, reuniu-se no Palácio Real de Belgrado, hospedado por Alexandre, Príncipe Herdeiro da Iugoslávia.
Nos últimos anos, os britânicos assumiram a presidência do Le Cercle. Os principais membros incluíam o ex-oficial do MI6 Anthony Cavendish, o deputado conservador britânico Julian Amery, e Brian Crozier.
Alan Clark, o deputado conservador britânico e historiador declarou em seus diários que o Le Cercle foi financiado pela CIA.
Os parlamentares britânicos Rory Stewart e Nadhim Zahawi foram presidentes do Le Cercle na década de 2010, ao mesmo tempo em que atuavam como membros do Comitê Seleto de Relações Exteriores do parlamento do Reino Unido. Nenhum dos parlamentares declarou sua presidência do Le Cercle ao parlamento britânico.
O ministro das Relações Exteriores do Equador, Guillaume Long, escreveu em 2022 que o grupo tem "fortes vínculos com a comunidade de inteligência na Europa e nos Estados Unidos".

## Exemplo de agenda de 1979
Uma agenda apresentada por Brian Crozier observou que seu objetivo de mudar o governo britânico havia sido alterado pela eleição de Margaret Thatcher e, entre outros, listou os seguintes objetivos:
- "Transações financeiras secretas para fins políticos";
- "Campanhas internacionais visando desacreditar personalidades ou eventos hostis";
- "Criação de um serviço de inteligência (privado) especializado em um ponto de vista seletivo"[11]

## Presidentes
- 1953–1971: Antoine Pinay
- 1971–1980: Jean Violet
- 1980–1985: Brian Crozier
- 1985–1993: Julian Amery
- 1993–1996: Jonathan Aitken
- 1996–2008: Norman Lamont[12]
- 2008–2013: Michael Ancram
- 2013–2014: Rory Stewart[9]
- 2015–2018: Nadhim Zahawi[9]